# Ошен-Паркуэй (линия Брайтон, Би-эм-ти)
|   |   |   |   |   |   |   |   |
| · | · | · | · | · | · | · | · |

|   |   |   |   |   |   |   |   |
| · | · | · | · | · | · | · | · |

«Ошен-Паркуэй» (англ. Ocean Parkway) — станция Нью-Йоркского метрополитена, расположенная на линии Брайтон, Би-эм-ти. Станция находится в Бруклине, в округе Брайтон-Бич, на пересечении Брайтон Бич авеню и Оушен Парквэй. На станции останавливается маршрут Q (круглосуточно).

## История станции
Станция была открыта 22 апреля 1917 года на четырехпутном участке линии и стала конечной. В то время станцию обслуживал только один челночный состав, который следовал до соседней станции — Brighton Beach, а уже там пассажиры пересаживались на другие маршруты, для которых та станция оставалась конечной.
С открытием West Eighth Street — New York Aquarium и продлением линии до Coney Island — Stillwell Avenue режим движения поменялся. Локальные пути были подключены к нижнему уровню West Eighth Street — New York Aquarium и эксплуатировались вместе с подключенной туда же с 1920 года IND Culver Line. Экспресс-пути были подсключены к верхнему уровню этой двухуровневой эстакадной станции. С этого момента челнок был отменен, а конечная поездов была перенесена с Brighton Beach на Coney Island — Stillwell Avenue.
В 1954 году изменилась структура работы West Eighth Street — New York Aquarium. Локальные пути нижнего уровня были разобраны, чтобы полностью освободить нижний уровень для поездов IND Culver Line. К югу от этой станции в связи с этим были построены съезды, соединившие локальные и экспресс-пути в обоих направлениях. Все поезда были перенаправлены на экспресс-пути и на верхний уровень. Такой режим работы линии остается до сих пор.

## Устройство станции
Станция расположена на четырехпутном участке BMT Brighton Line, представлена двумя островными платформами, является эстакадной. Платформы практически по всей длине оборудованы навесом и колоннами.
Станция имеет два выхода. Оба они представлены эстакадными мезонинами, расположенными под платформами. Основной выход расположен в восточной половине платформ. Лестницы с каждой платформы ведут в мезонин, где расположены турникеты и есть переход между платформами. Из мезонина в город ведут две лестницы — к восточным углам перекрестка Брайтон Бич авеню и Оушен Парквэя. Второй выход представлен аналогично первому. Приводит к северо-западному углу того же перекрестка.
К востоку от станции в пространстве между локальными и экспресс-путями в каждом направлении образуется по одному пути, которые заканчиваются тупиками прямо у платформ. Эти пути используются для отстоя поездов B в дневное время (когда их на линии меньше, а интервалы движения больше) или непосредственно перед началом или после конца рабочего дня. Эти пути идут вплоть до соседней станции — Brighton Beach, где присоединяются к локальным и экспресс-путям.
- Взгляд к востоку от станции, в сторону станции Брайтон Бич

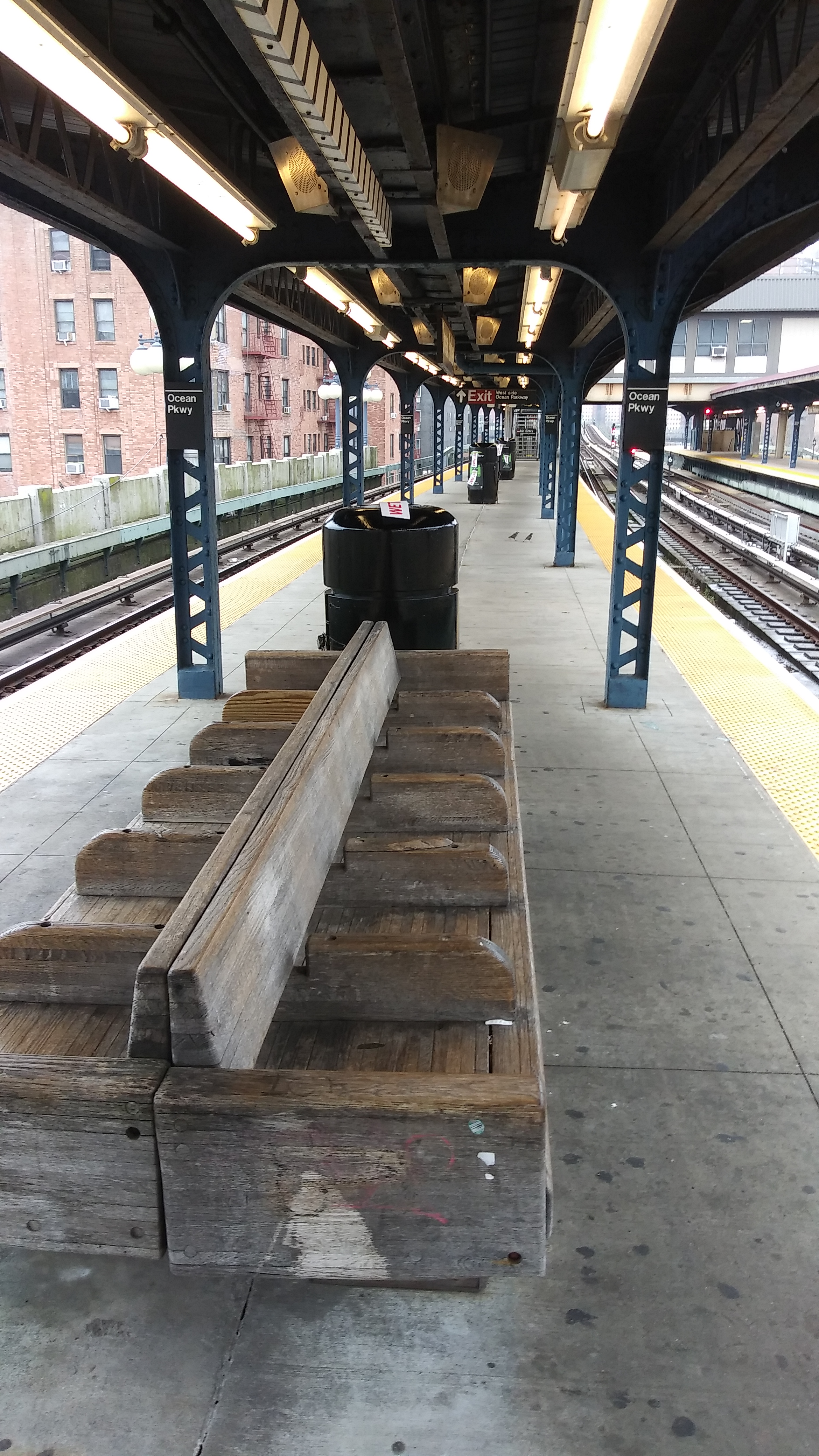
Платформа манхэттенского (северного) направления. Взгляд в сторону Кони-Айленда
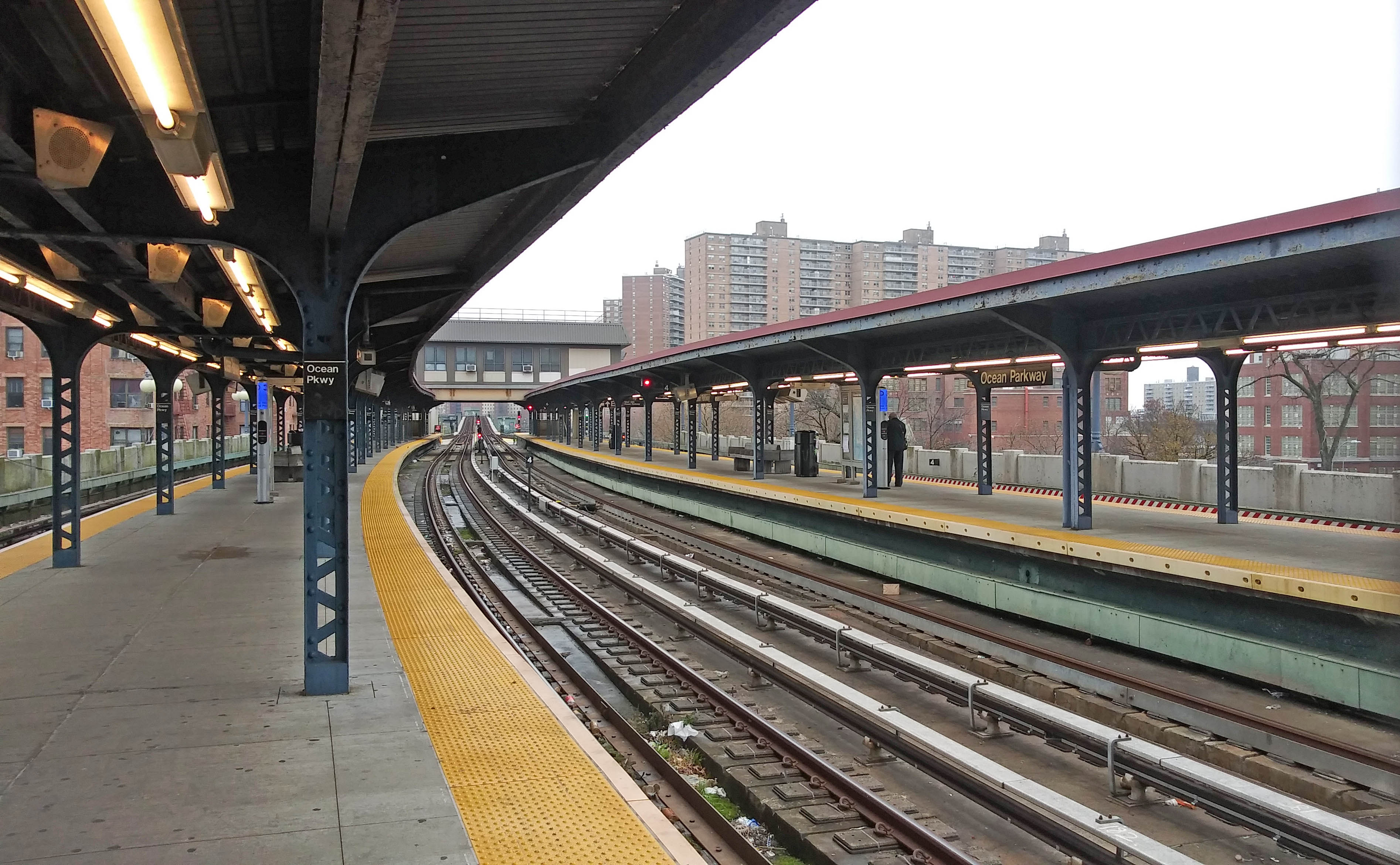
Взгляд в сторону запада и конечной Кони-Айленд
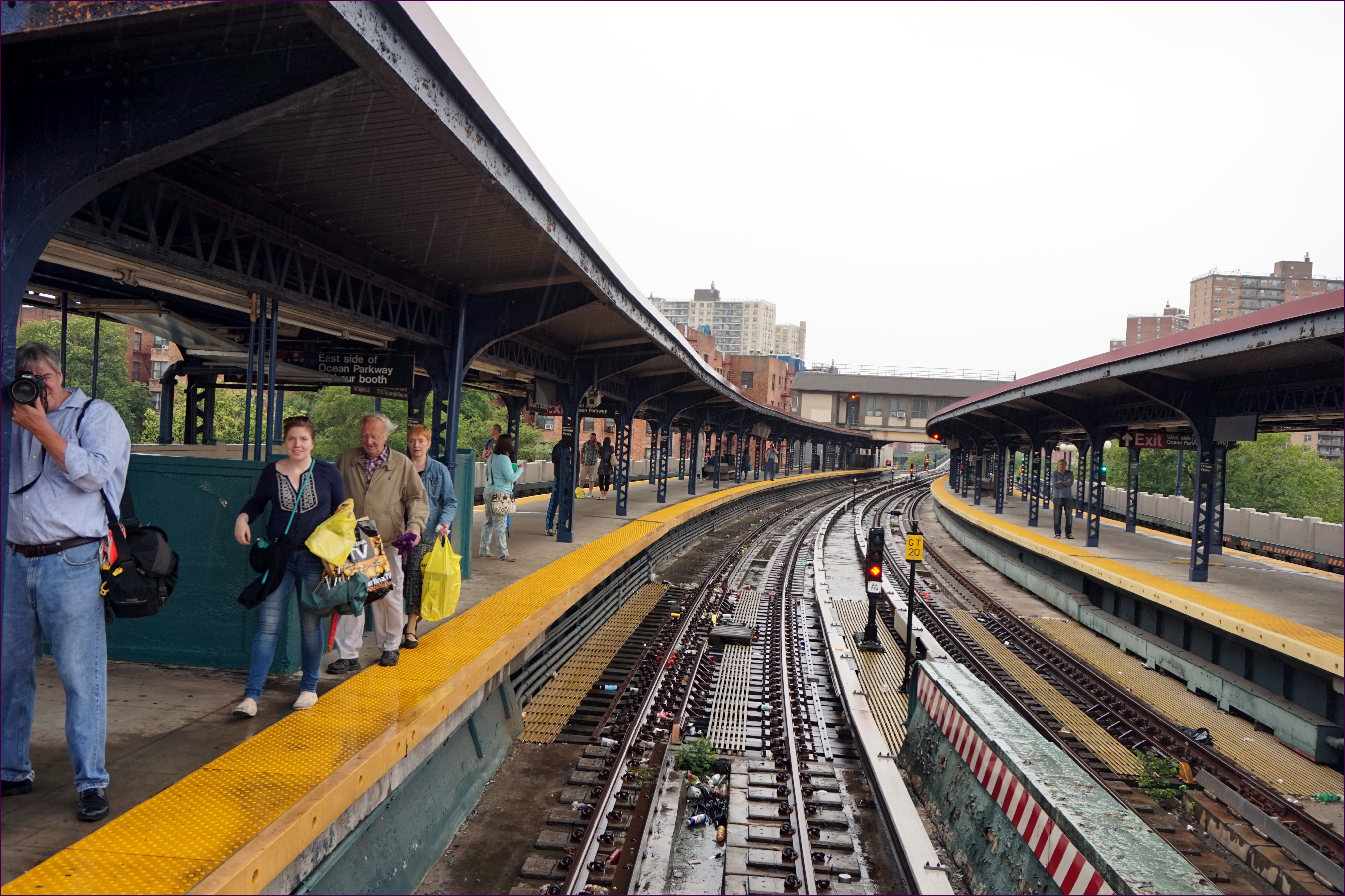
Вид из кабины машиниста, в день Брайтонского ретропробега
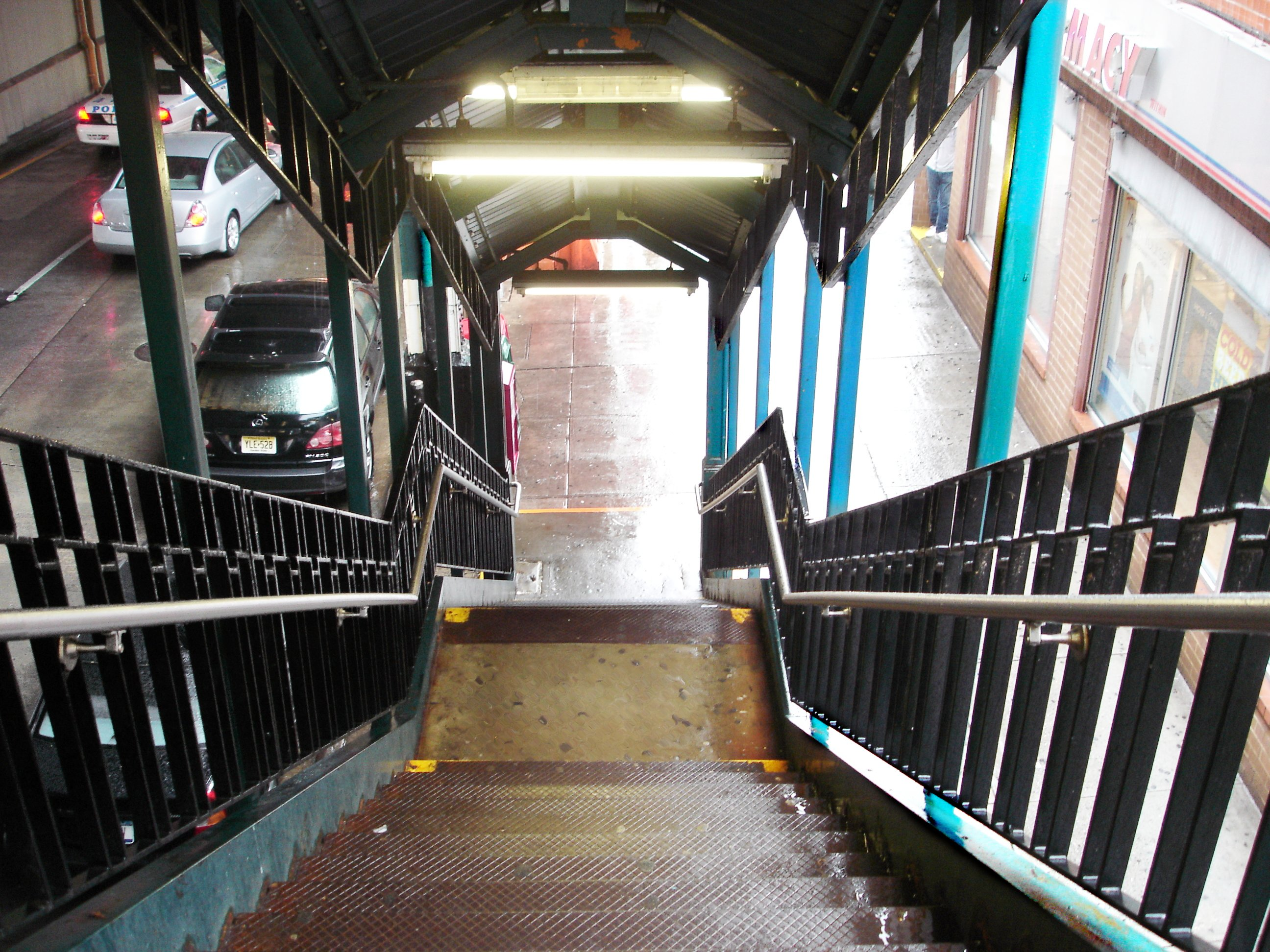
Один из входов на станцию
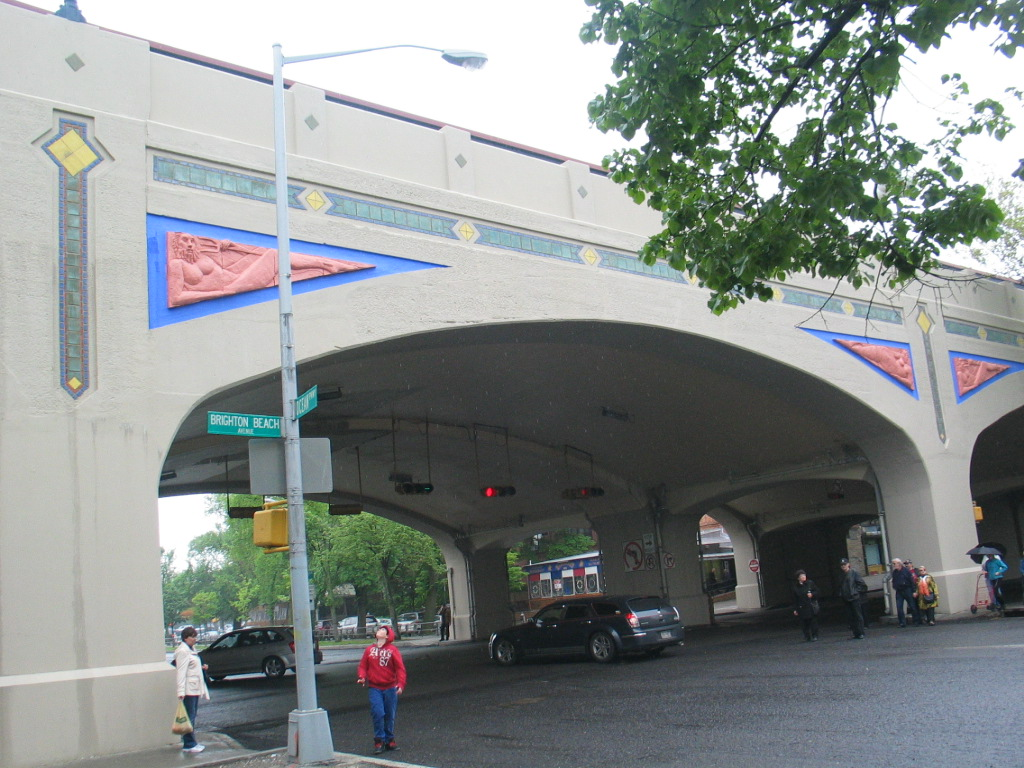
Станция
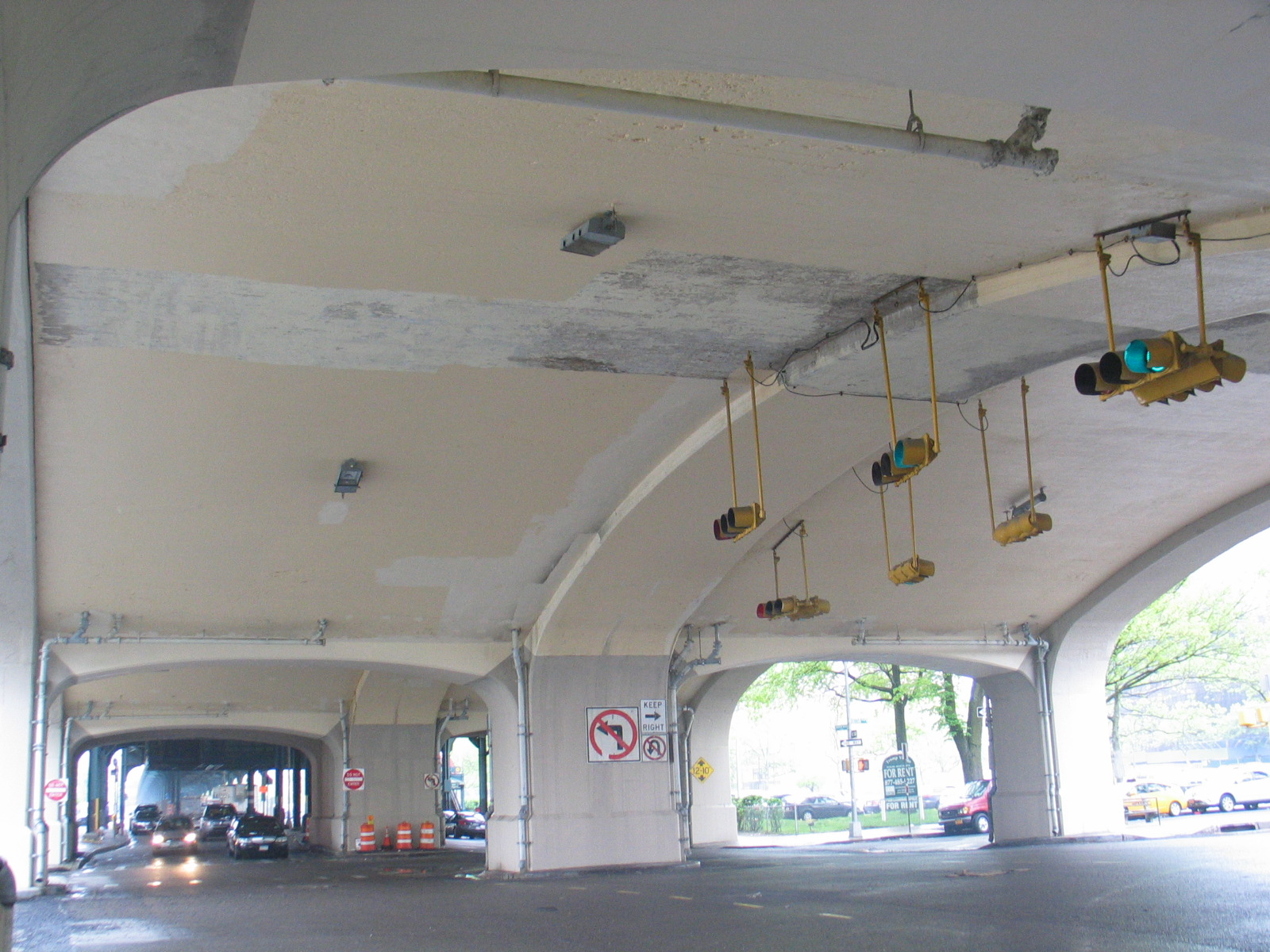
Опоры эстакады